# 巨宝站
巨宝站是位于吉林省通榆县苏公坨乡的一个铁路车站，邮政编码137216。车站建于1966年，有通让铁路经过该站，现办理客货运业务，车站及其上下行区间均未电气化。车站距离通辽站163公里，隶属沈阳铁路局，是四等站。